# Національний науковий центр «Інститут землеробства НААН України»
Націона́льний науко́вий центр «Інститу́т землеро́бства Національної акаде́мії агра́рних нау́к України» — головна установа Науково-методичного центру «Землеробство».
З початку 50-х років він є Центром наукового забезпечення агропромислового виробництва Київської області. Тут працюють 399 співробітників, у тому числі 17 докторів і 81 кандидат наук. В системі Національного наукового центру знаходяться Черкаська державна сільськогосподарська дослідна станція, Панфильська дослідна станція, Копилівське дослідне поле та дослідне господарство «Чабани».
Очолює інститут доктор сільськогосподарських наук, професор, член-кореспондент Національної академії аграрних наук України Віктор Камінський.

## Історія
Національний науковий центр «Інститут землеробства Української академії аграрних наук» починає свою історію з 1900 р. із створення агрохімічної лабораторії Київського товариства сільського господарства та сільськогосподарської промисловості, задовольняючи існуючі потреби господарів, проводить аналізи проб ґрунту і насіння, сприяє підвищенню рівня ведення сільського господарства. У період столипінських аграрних реформ уперше в царській Росії лабораторією під керівництвом Соломона Франкфурта було здійснено картографування ґрунтів 22 округів. Після громадянської війни нею було обстежено ґрунти зони буряко- та бавовносіяння.
У 1928 р. лабораторію було перетворено в Український науково-дослідний інститут агрохімії і ґрунтознавства, який 1935 року перейменовано в Український науково-дослідний інститут соціалістичного землеробства. Його колектив розробив науково обґрунтовану класифікацію ґрунтів за гранулометричним складом, визначив природу і властивості їх колоїдної частини та водно-фізичні властивості.
Результати досліджень кінця 40-х — початку 50-х років послужили основою для проектування Південноукраїнського і Краснознам'янського магістральних каналів у зоні зрошення Каховської ГЕС та розроблення системи землеробства на зрошуваних землях.
У 1957—1961 роках інститутом проведено крупномасштабне обстеження ґрунтів Київської, Рівненської та Чернігівської областей, підготовлено для господарств цих областей карти ґрунтів (з характеристиками їх властивостей і рекомендаціями щодо їх поліпшення).
Інститутом опрацьовано наукові основи високопродуктивного землеробства, розроблено теоретичні основи створення сівозмін, оптимізації посівного клину, принципи організації протиерозійних заходів, системи обробітку ґрунту та його удобрення.
Згідно з Указом Президента України № 141 від 20 лютого 2006 р. «Про надання Інституту землеробства УААН статусу національного наукового центру», постанови Президії Української академії аграрних наук та наказу Української академії аграрних наук Інститут землеробства УААН було перейменовано в Національний науковий центр «Інститут землеробства УААН».

## Наукова робота
У 1945 р. в інституті розпочато селекційну роботу. За цей час створено 250 сортів і гібридів різних сільськогосподарських культур. Нині селекційна робота ведеться з 22 культурами. У Реєстрі сортів рослин України перебуває 127 сортів і гібридів і 7 визнано перспективними, якими щороку засівають 2,5 млн гектарів, 16 сортів перебувають у сортовипробувані.
Найвагомішим внеском учених інституту в теорію і практику боротьби з ерозією ґрунтів є розроблення і впровадження ґрунтозахисної системи землеробства з контурно-меліоративною організацією території. Цю роботу у 1991 р. відзначено Державною премією України в галузі науки і техніки й покладено Урядом України в основу концепції розвитку землеробства.
Колективом інституту розроблено наукові основи відтворення та регулювання родючості легких ґрунтів, хімічної меліорації кислих і солонцевих ґрунтів, опрацьовані інтенсивні технології вирощування зернових колосових і зернобобових культур, впровадження яких дало змогу одержати в 1986—1990 рр. найвищий за всю історію України середньорічний валовий збір зерна, а також технології виробництва льону, вирощування кормів, створення та використання (вперше в Україні) зрошуваних культурних пасовищ, технології отримання нітрагіну, азотобактерину і фосфоробактерину. За ініціативою інституту створено завод-лабораторію з випуску цих препаратів.
Результати селекційної роботи з озимою пшеницею і кукурудзою відзначено Державними преміями СРСР та України в галузі науки і техніки. Господарствам України інститут щороку реалізує близько 1700 т елітного насіння зернових культур і трав.

### Науково-освітня діяльність
В аспірантурі та докторантурі навчаються 68 чоловік. Працює спеціалізована Вчена рада з захисту докторських і кандидатських дисертацій. Лише за повоєнні роки підготовлено більше 800 кандидатів і докторів наук.
За період існування установи завершено більше тисячі науково-технічних розробок. Працівниками підготовлено до друку понад 200 книг і монографій, отримано 250 авторських прав на сорти і гібриди рослин, 82 свідоцтва про державну реєстрацію сортів та відповідно 8 і 113 патентів на сорти і винаходи.
ННЦ «Інститут землеробства НААН» став родоначальником нині добре знаних у країні і за її межами науково-дослідних установ — Інституту кормів і сільського господарства Поділля, Інституту картоплярства, Інституту сільськогосподарської мікробіології і агропромислового виробництва, Інституту сільського господарства Полісся, Інституту землеробства і біології тварин, Інституту сільського господарства Карпатського регіону, Закарпатської державної сільськогосподарської дослідної станції УААН.

## Нагороди
У 1978 році інститут було нагороджено орденом Трудового Червоного Прапора, у 2002 році — Почесною грамотою Кабінету Міністрів України.

## Науковці
Великий внесок у розвиток аграрної науки і сільськогосподарського виробництва зробили відомі вчені які працювали в установі: О. І. Душечкін, М. М. Годлін, Д. П. Проценко, О. С. Скородумов, С. А. Самцевич, С. М. Бугай, О. М. Колобов, Н. Б. Вернандер, М. А. Вітвіцький, І. Л. Колоша, Ю. П. Мирюта, О. М. Вишинський, Д. Ф. Лихвар, П. О. Дмитренко, В. М. Лебедєв, М. М. Буцерога, Г. М. Самбур, К. А. Савицький, О. В. Лазурський, Ф. А. Попов, М. В. Куксін, В. О. Пастушенко та інші.

## Форми діяльності
Науково-технічне забезпечення агропромислового комплексу інститут здійснює шляхом проведення виставок-ярмарків, аукціонів, реклами наукових розробок, участі в діяльності асоціацій, акціонерних товариств, використовуючи й інші форми та методи впровадження досягнень науки і передового досвіду.
Інститут на комерційних засадах надає консультативно-методичну допомогу та інформаційні послуги, також виконує необхідні науково-дослідні роботи.

## Джерело
- Інститут землеробства.
- Наукові установи України. — Довідкове видання. — Київ : УкрІНТЕІ, 2013. — 220 с. — С. 59.